# Vượn cáo đuôi vòng
Vượn cáo đuôi vòng  (danh pháp hai phần: Lemur catta) là một loài linh trưởng mũi ướt (Strepsirrhini) lớn và là loài vượn cáo dễ nhận ra nhất do có đuôi vòng trắng và dài. Nó thuộc họ Lemuridae. Nó là loài duy nhất của chi Lemur. Giống như tất cả các loài vượn cáo khác, nó là loài đặc hữu của đảo Madagascar. Loài này sinh sống ở rừng ven sông đến các vùng rừng cây gai chà ở khu vực phía nam của hòn đảo. Nó là loài ăn tạp, và sinh sống trên mặt đất. Chúng là loài hoạt động ngày, nghĩa là chỉ hoạt động tích cực trong thời gian ban ngày.
Vượn cáo đuôi vòng có tính xã hội cao, sống trong các nhóm lên đến 30 cá thể. Con cái là con thống trị bầy, một đặc điểm chung của các loài vượn cáo. Để giữ ấm và tái khẳng định liên kết xã hội, các nhóm sẽ nằm rúc vào nhau. Vượn cáo đuôi vòng cũng tắm nắng, chúng ngồi thẳng hướng mặt bụng của nó với bộ lông trắng mỏng hơn về phía mặt trời. Giống như các loài vượn cáo khác, loài này phụ thuộc mạnh mẽ vào khứu giác và đánh dấu lãnh thổ của mình bằng các tuyến xạ. Những con đực thực hiện hành vi đánh dấu bằng mùi độc đáo gọi là đánh dấu cựa và sẽ tham gia vào những cuộc chiến bốc mùi bằng cách tẩm đuôi bằng xạ và phe phẩy nó về phía đối thủ để bảo vệ lãnh thổ đã đánh dấu.
Mặc dù được liệt kê là nguy cấp trong Sách đỏ của IUCN do bị phá hủy môi trường sống (hiện đang còn khoảng 2.000 cá thể ngoài tự nhiên), nhưng vượn cáo đuôi vòng sinh sản dễ dàng trong điều kiện nuôi nhốt và là loài vượn cáo đông đúc nhất trong các vườn thú trên toàn thế giới, với số lượng hơn 2.000 cá thể. Nó thường sống thọ 16 tới 19 năm trong hoang dã và 27 năm trong điều kiện nuôi nhốt.

## Hình ảnh

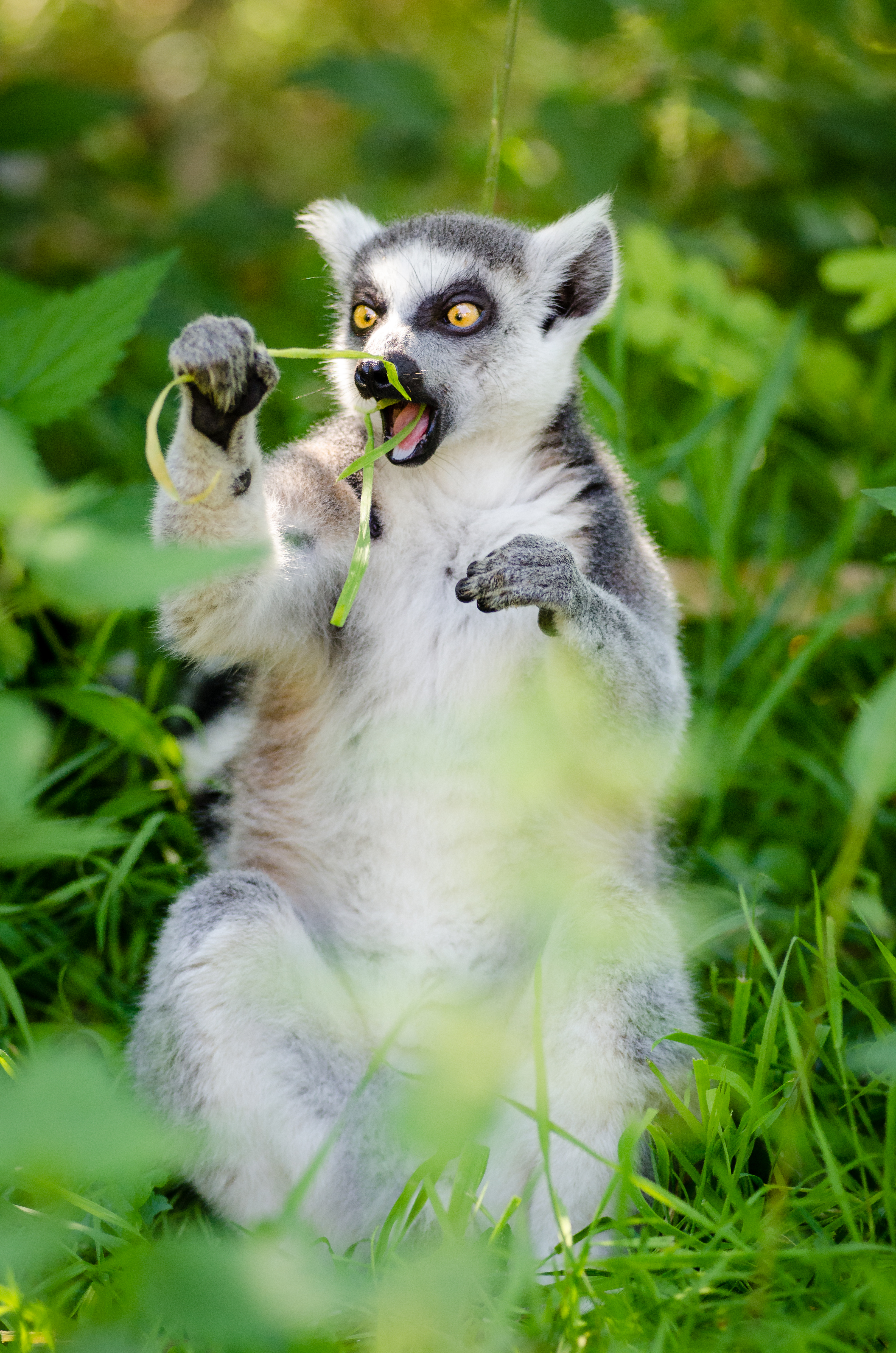
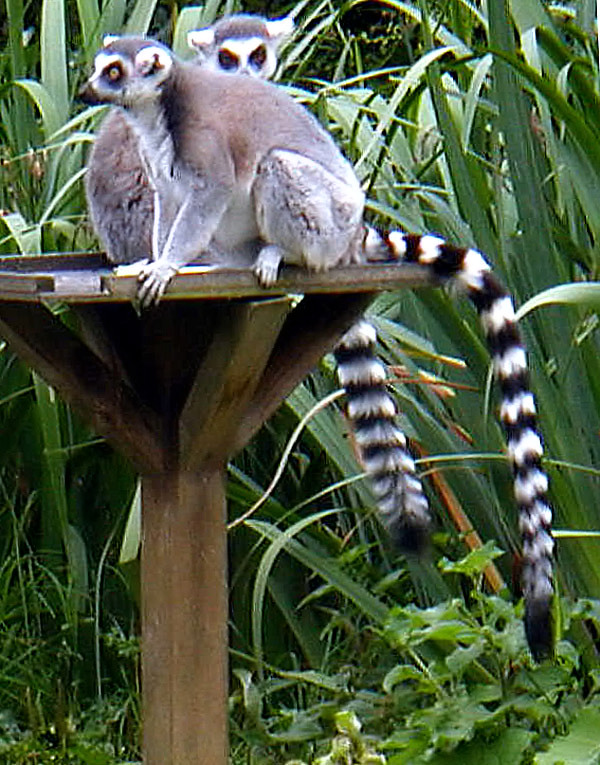